# فاسيليس توروسيديس
فاسيليس توروسيديس (يونانيه:Βασίλης Τοροσίδης) ، من مواليد 10 يونيو 1985 في كزانثي في اليونان ، لاعب كرة قدم يوناني.

## سيرته الرياضية
يلعب مع نادي أولمبياكوس منذ عام 2006 ، كما بدأ باللعب مع منتخب اليونان لكرة القدم في عام 2007.

## وصلات خارجية
- فاسيليس توروسيديس على موقع الاتحاد الدولي (مؤرشف)  (الإنجليزية)
- فاسيليس توروسيديس على موقع الاتحاد الأوربي (الإنجليزية)
- فاسيليس توروسيديس على موقع قاعدة بيانات كرة القدم.إي يو (الإنجليزية)
- فاسيليس توروسيديس على موقع ناشيونال فوتبول تيمز (الإنجليزية)
- فاسيليس توروسيديس على موقع Soccerway.com (الإنجليزية)
- فاسيليس توروسيديس على موقع عالم كرة القدم.نت (الإنجليزية)
- فاسيليس توروسيديس على موقع كووورة
- فاسيليس توروسيديس على موقع AS.com (الإسبانية)
- الموقع الرسمي نسخة محفوظة 22 يوليو 2011 at Archive.is
- Official Roma profile